# 茂手木亮
茂手木 亮（もてぎ りょう、1990年8月23日 - ）は、日本のラグビー選手。

## プロフィール
- 山梨県出身[1]。
- ポジションはプロップ(PR)。
- 身長 174cm、体重 109kg

## 略歴
2009年、日川高校卒業後、山梨学院大学に入学する。
2012年、山梨学院大学ラグビー部の主将に就任した。
2013年、山梨学院大学卒業後、日野自動車レッドドルフィンズに加入。同年10月5日に行われたトップイーストリーグDiv.1第3節釜石シーウェイブス戦に先発出場で公式戦初出場を果たす。
2018年、日野自動車レッドドルフィンズを退団した。